# Grupo Maffei
El Grupo Maffei (también conocido como el Grupo IC 342) es la segunda agrupación galáctica más cercana al Grupo Local; se piensa que en el pasado pudo formar parte del Grupo Local, pero fue expulsado en un violento encuentro con la galaxia de Andrómeda. Sus miembros más importantes son las galaxias espirales IC 342 y Maffei II, y la galaxia elíptica gigante Maffei I, que junto con Maffei II, fue descubierta en 1968 con láminas infrarrojas por el astrónomo italiano Paolo Maffei. Ambas galaxias se encuentran cerca del ecuador galáctico en Casiopea en la denominada zona vacía y están por ello muy oscurecidas por el polvo y el gas en longitudes de onda visibles. Maffei 2 es una galaxia espiral barrada a unos 16 millones de años luz de distancia, mientras que la distancia de Maffei I se ha establecido en unos 10 millones de años luz. Otras galaxias conocidas en el grupo son Dwingeloo 1 y su galaxia satélite Dwingeloo 2, así como otros sistemas más pequeños, incluyendo dos posibles satélites de Maffei I (MB1 y MB2).

## Galaxias
Tiene las siguientes galaxias

### SubgrupoIC 342

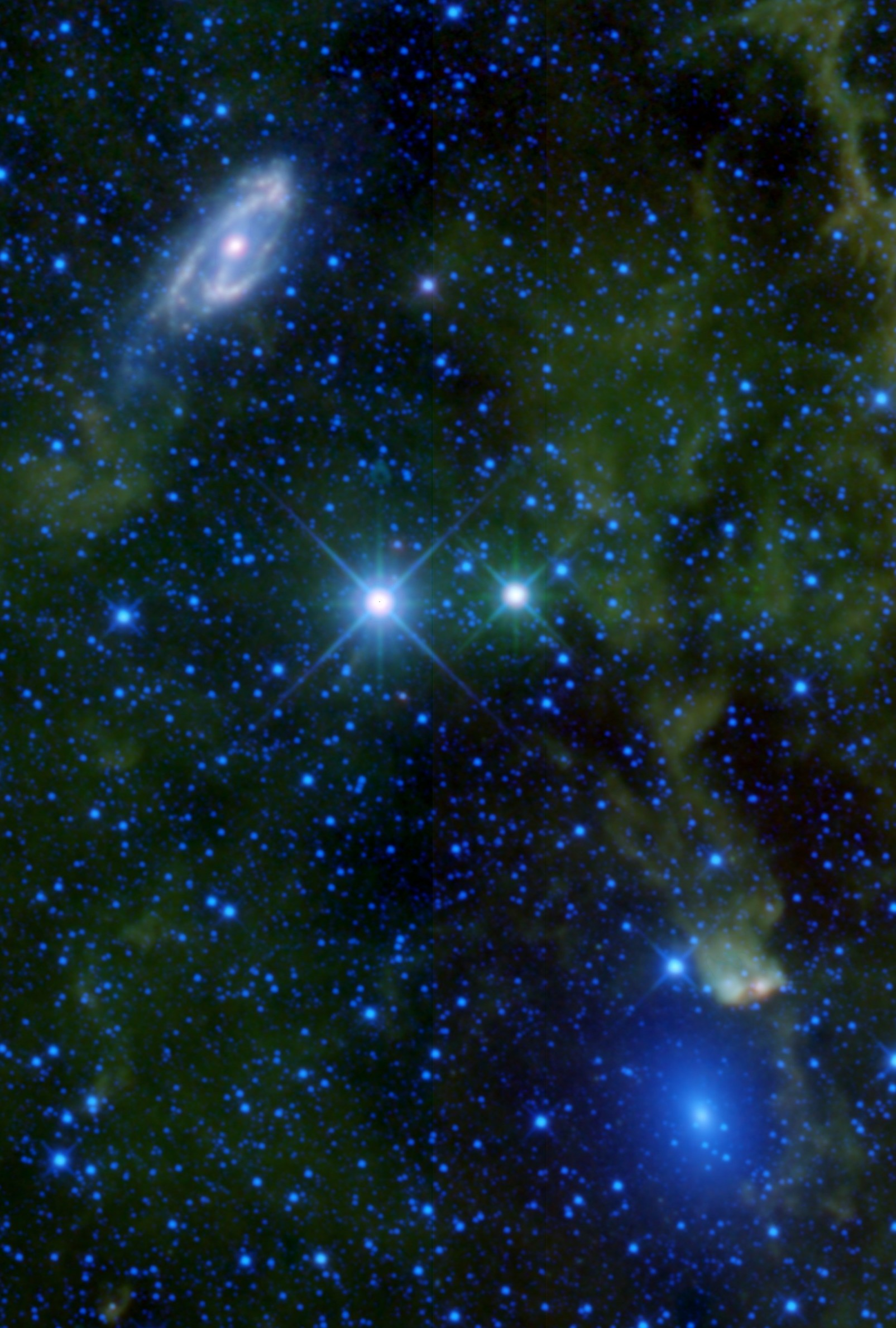
Maffei 1 y Maffei 2 por el Spitzer.

- Cassiopeia 1
- IC 342/C5
- UGCA 86
- Camelopardalis A
- NGC 1560
- NGC 1569
- UGCA 92
- Camelopardalis B
- UGCA 105
- KKH34
- Mailyan 16

### SubgrupoMaffei 1
- Cassiopeia 3
- KKH6
- Perseo 1
- Perseo 2
- UGC 2773
- MB1
- Maffei 1/Sh2-191
- MB2
- Maffei 2/Sh2-197
- Dwingeloo 2
- MB3
- Dwingeloo 1/Cassiopeia 2
- KK35